# Ashwien Sankholkar
Ashwien Sankholkar (* 6. Januar 1975 in Wien) ist ein  österreichischer Wirtschaftsjournalist.
Als Mitarbeiter des österreichischen  Wirtschaftsmagazins Format befasste er sich mit einigen der politisch und wirtschaftlich größten Skandalfälle in Österreich, wie etwa jene um den ehemaligen Finanzminister Karl-Heinz Grasser und um die Vorkommnisse rund um die BUWOG-Affäre, durch die dem Staat im Zusammenhang mit der Privatisierung von 60.000 Bundeswohnungen möglicherweise bis zu einer Milliarde Euro veruntreut wurden.
Im September 2011 wurde Sankholkar von einer unabhängigen Jury mit dem Alfred-Worm-Preis für investigativen Journalismus ausgezeichnet. 